# KYOTEIパンドラBOX
KYOTEIパンドラBOX（きょうてい・ぱんどら・ぼっくす）は、日本レジャーチャンネル（JLC）で放送されていた競艇情報番組。毎月1回の更新で、月内に10回程度放送される。JLCのレース中継関連の番組以外では、「競艇ニュース」に次ぐ長寿番組だった。後継番組は、「NeoPan30」でMCは佐山夏子。

## 出演者（2005年5月～）
「」内は、番組内での肩書き。
- 建部和美（女優・レポーター、「情報局長」）
- 御崎朱美（声優、「情報局デスク」）
- 高橋香代（元競艇クイーン）
- 本間千草（元戸田競艇場艇運、「特派員記者」）
- 桧村賢一（競艇ライター、「競艇博士」）

この内建部と御崎は、番組開始当初からの出演。

## 番組内容
番組は次の５つのコーナーで構成される。

### パンドラファイル
この番組の核となるコーナー。視聴者から寄せられた競艇に関する疑問・質問に答えたり、是非見てみたいレースのリクエストに応えるもの。質問は初歩的なものから上級者向けのものまで多岐にわたり、それらを一つ一つ丁寧に答えている点が、この番組の人気の秘訣といえる。

### 高橋香代のKYOTEI HOT アングル
パーソナリティの高橋香代がビデオカメラを片手に選手舞台裏を密着取材。年に２回の特別企画「選手と一緒に遊ぼうシリーズ」など選手たちの競艇以外の素顔（スノーボード、ウエイクボード、ゴルフ、ツーリング、ギター弾き語り、など）を紹介するリポートも人気があった。

### 本間千草のKYOTEIちぃチャンネル
2005年5月放送分から始まったコーナー。「特派員記者」の本間が、ビデオカメラを片手に選手に密着取材を行ったり、SG優勝者の祝勝会のレポートをするもの。また毎回取材した選手からのプレゼントがある。

### SG特捜バトル
「競艇博士」の桧村と「異端児データマン」のダメダス君（番組オリジナルのキャラクター）が、直前に迫ったSGレースの予想対決を行うもの。
ルール
それぞれが様々なデータを駆使して、そのレースの優勝者候補を3名挙げる（なお年末の賞金王決定戦に関しては1名のみ）。その内1名をいち押しとして挙げるが、勝敗などには影響しない。ダメダス君は選手の星座や干支、語呂など、無理矢理なデータを使う一方、桧村はレース傾向や競艇場の特徴など、長年の経験を頼りにする。
それぞれが挙げた選手の内、そのレースの優勝戦に進出した選手を挙げた方が勝ちとなる（双方が挙げていた場合は、優勝戦の成績が上の方を勝ちとする。但し賞金王決定戦に関しては、優勝しないと勝ちにならない）。双方の選手が優勝戦に進出しなかった場合（賞金王決定戦に関しては、優勝しなかった場合）は引き分けとなる。なお翌月の放送のコーナータイトルで、対決の敗者の顔写真が勝者の全身写真の周りを回転する「罰ゲーム」がある（引き分けの場合は前月の結果を据え置く）。
またこの対決は、視聴者も勝敗を予想（桧村の勝ち・ダメダス君の勝ち・引き分けの3つから選択）して参加する事ができ、予想的中者の中から1名にそのレースの優勝選手のサイン入りグッズがプレゼントされる。
1月・2月・4月・9月に関しては、その月にSGレースがない為、「番外編」として桧村による競艇講座が放送される。

### やまとの諸君！
2003年から始まったコーナー。福岡県柳川市（旧大和町）の「やまと競艇学校」で、競艇選手を目指して訓練を行っている訓練生の姿を追うドキュメンタリー企画。このコーナーは特に反響が大きく、後日個別に総集編が特別番組として放送されている。